# ポルトガル系ブラジル人
ポルトガル系ブラジル人（ポルトガルけいブラジルじん、葡: Luso-brasileiros）は、祖先にポルトガル人のルーツを持ってるブラジル人のことである。

## 有名な[独自研究?]ポルトガル系ブラジル人
- ビジネス
  - アビーリオ・ディニス
- 小説家、詩人、短編作家
  - ジョアキン・マリア・マシャード・デ・アシス
- 作曲家
  - アルトゥール・ナポレアン・ドス・サントス
- 歌手
  - カルメン・ミランダ
- エンターテイメンター
  - フェルナンダ・モンテネグロ
  - ルイ・ゲーハ
- スポーツ選手
  - ジーコ
- 政治家・政府
  - ペドロ1世 (ブラジル皇帝)
  - ペドロ2世 (ブラジル皇帝)
  - フェルナンド・エンリケ・カルドーゾ
  - ジェトゥリオ・ドルネレス・ヴァルガス
- YouTuber
  - フェリペ・ネト